# Mogrus macrocephalus
Mogrus macrocephalus är en spindelart som beskrevs av Lawrence 1927 [1928. Mogrus macrocephalus ingår i släktet Mogrus och familjen hoppspindlar. Inga underarter finns listade i Catalogue of Life.